# Gens Perpenna
La gens Perpenna (en llatí: gens Perpenna o llatí: Perperna) va ser una gens romana d'origen etrusc, cosa que es dedueix per la terminació del nom, com també passa amb Caecina i Spurinna. La gens Perpenna està documentada des de la segona meitat del segle II aC.
El primer que va obtenir el consolat va ser Marc Perpenna l'any 130 aC. Als manuscrits apareix el nom tant en la forma Perpenna com Perperna, i als Fasti Capitolini només consta Perperna, que encara que probablement és la forma més correcta no és la més coneguda. No es conserven monedes de cap Perpenna, que potser haurien pogut aclarir la grafia del nom.
Membres de la família van ser:
- Marc Perpenna, ambaixador romà el 168 aC
- Marc Perpenna, cònsol romà el 130 aC
- Marc Perpenna, cònsol el 92 aC
- Marc Perpenna Ventó, pretor romà i lloctinent de Sertori.